# Мочкасы
Мочкасы́ (чув. Мачкасси) — деревня в Порецком районе Чувашской Республики России. Входит в состав Козловского сельского поселения.

## География
Деревня находится в юго-западной части Чувашии, у административной границы с Нижегородской областью, в пределах Чувашского плато, в зоне хвойно-широколиственных лесов, на правом берегу реки Киши, на расстоянии примерно 8 километров (по прямой) к северо-западу от села Порецкого, административного центра района.
Абсолютная высота — 103 метра над уровнем моря.

### Климат
Климат характеризуется как умеренно континентальный, с продолжительной морозной зимой и тёплым летом. Среднегодовая температура воздуха — 3,6 °С. Средняя температура воздуха самого тёплого месяца (июля) — 19,1 °C (абсолютный максимум — 38 °C); самого холодного (января) — −12,3 °C (абсолютный минимум — −44 °C). Безморозный период длится около 140 дней. Среднегодовое количество атмосферных осадков составляет 525 мм, из которых 352 мм выпадает в вегетационный период

### Часовой пояс
Деревня Мочкасы, как и вся Чувашия, находится в часовой зоне МСК (московское время). Смещение применяемого времени относительно UTC составляет +3:00.

## Население
| 2010 | 2012 |
| ---- | ---- |
| 105  | →105 |

### Половой состав
По данным Всероссийской переписи населения 2010 года в гендерной структуре населения мужчины составляли 41,9 %, женщины — соответственно 58,1 %.

### Национальный состав
Согласно результатам переписи 2002 года, в национальной структуре населения русские составляли 91 % из 130 чел.

## Инфраструктура
Личное подсобное хозяйство. Почтовое отделение, расположенное в селе Козловка, обслуживает в деревне Мочкасы около 100 домовладений.

## Транспорт
Через Мочкасы проходит автодорога общего пользования, имеющая обозначение в Чувашии как 97К-011 Порецкое — Мочкасы (до границы Нижегородской области), и 22К-0162 в соседнем регионе.